# Ali Hassan Bahdon
Ali Hassan Bahdon est un homme politique djiboutien. Il est ministre de la Justice depuis mai 2019.

## Biographie
Ali Hassan Bahdon fut ministre de l'Équipement et des Transports (2008-2011), ministre du Travail (2011-2013), ministre de la Communication, chargé des Postes et des Télécommunications (2013-2016), en enfin ministre de la Défense, chargé des relations avec le Parlement (2016-2019).
Depuis le 5 mai 2019, il est ministre de la Justice et des Affaires pénitentiaires, chargé des droits de l'homme,.